# قفسی برای دیوانگان ۲
قفسی برای دیوانگان ۲ (فرانسوی: La Cage aux Folles II‎) یک فیلم کمدی فرانسوی و دنباله فیلم قفسی برای دیوانگان است که در سال ۱۹۸۰ منتشر شد.

## بازیگران
- میشل سرو
- اوگو تونیاتسی
- مارسل بوزوفی
- میشل گالابرو
- پائولا بوربونی
- گلاوکو اونوراتو
- بنی لوک
- توم فلگی
- استلیو کاندلی
- ناتسارنو ناتاله
- روبرتو بیزاکو